# Temesvarer Zeitung
Temesvarer Zeitung (TZ) bánáti német nyelvű újság, amely 1852 és 1948 között jelent meg.
Anton Lovas (Lovas Antal) 1912-ben vette át a TZ szerkesztését. Bár konzervatív szellemű volt, a lapot liberális szellemben irányította, kerülte a gyűlölködő hangvételt, elfogadhatatlan volt számára a sovinizmus és a soknemzetiségű Temesvár illetve Bánát lakosainak barátja tudott maradni. Vezetése alatt az újság nagyvilági, modern jellegű kiadvány lett. Olyan munkatársakkal vette magát körül, akik elkötelezett újságírók voltak, mint ő, és szívügyüknek tekintették a TZ-t. Lovas Antalt úgy jellemezték mint zsidó származású magyar hazafit, akinek komoly német műveltsége volt. 1918-ban lemondott a főszerkesztői címéről, de azért az utána következő időben is aktívan részt vett az újság szerkesztésében. Említésre méltó még előkelő stílusa, értékes színházi kritikái, valamint útleírásai és szervezőképessége, amellyel biztosította az újság fennmaradását az I. világháború utáni nehéz időkben. (Temesvári Hírlap 1931. január 1.).
Nikolaus Lovas Arisztid (Lovas Miklós) apja halála után megszakította bécsi orvosi egyetemi tanulmányait, majd először újságíró gyakornok volt Budapesten és egészen fiatalon, 1939-ben vette át a TZ főszerkesztését. A lap vezetőjeként gondoskodott arról, hogy a TZ-ben világirodalom nagyjainak írásai is megjelenjenek. Német és magyar nyelven egyaránt jelentek meg írásai. Nagyon művelt, olvasott újságíró volt, rendszeresen jelentek meg cikkei a temesvári Szabad Szóban is.
1940-1944 között az újság be volt tiltva, majd 1944 őszétől ismét megjelent. 1949-ben végleg betiltották.

## Külső hivatkozás
- Temesvári Hírlap repertórium, 1927-1930 (MEK)